# Roeweria bittencourti
Roeweria bittencourti is een hooiwagen uit de familie Gonyleptidae.